# 827-й истребительный авиационный полк ПВО
827-й истребительный авиационный полк (827-й иап) — воинская часть истребительной авиации, принимавшая участие в боевых действиях Великой Отечественной войны.

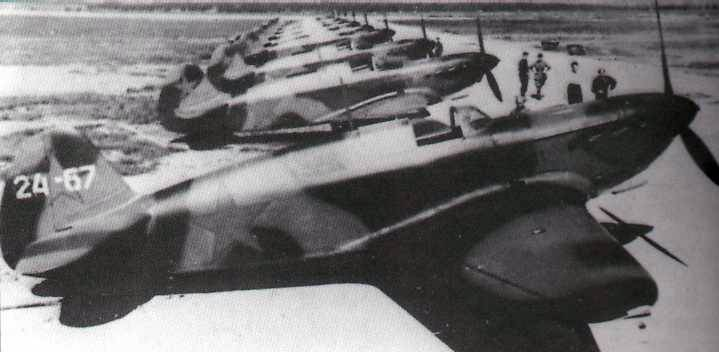
Самолёт Як-1 полк получил при формировании в 1942 году.

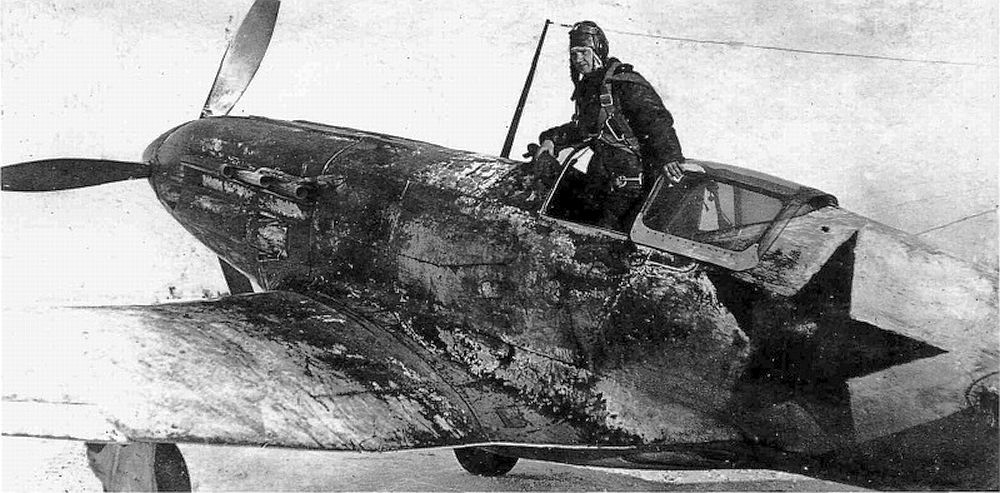
Самолёт МиГ-3 полк получил при формировании в 1942 году. На фото представлен самолёт МиГ-3 в зимнем камуфляже.

## Наименования полка
- 827-й истребительный авиационный полк[1][2];
- 827-й истребительный авиационный полк ПВО[1][2];
- Войсковая часть (полевая почта) 21958[1][2].

## История и боевой путь полка
827-й истребительный авиационный полк сформирован в период с 24 марта 8 мая 1942 года при 6-м запасном истребительном авиаполку Приволжского военного округа в г. Рассказово Тамбовской области на основе 123-й отдельной истребительной эскадрильи по штату 015/174 на самолётах МиГ-3 и Як-1.
С 8 мая по 28 июля 1942 года полк находился в 6-м запасном истребительном авиаполку, проводя освоение матчасти и подготовку личного состава. С 28 июля 1942 года полк передан в состав ПВО ТС и включен в состав 36-й истребительной авиационной дивизии ПВО Ряжско-Тамбовского дивизионного района ПВО.
С 1 августа 1942 года полк приступил к боевой работе на самолётах МиГ-3 и Як-1в составе 36-й истребительной авиационной дивизии ПВО Ряжско-Тамбовского дивизионного района ПВО (оперативно подчинялась штабу Брянского фронта). В августе 1942 года летным составом полка перегнано в Сталинград и передано в 102-ю иад ПВО 15 самолётов МиГ-3.
Первая известная воздушная победа полка в Отечественной войне одержана 23 февраля 1942 года: старший сержант Алексеев в воздушном бою в районе города Орел сбил немецкий бомбардировщик Heinkel He 111.
В марте 1943 года одна эскадрилья полка на самолётах Як-1 убыла на прикрытие города Курска, где из неё, одной эскадрильи 591-го иап и одной эскадрильи 960-го иап был сформирован сводный 827-й истребительный авиационный полк под командованием заместителя командира полка капитана Денисова Л.И.
В период с 15 марта по 15 мая 1943 года сводный 827-й истребительный авиационный полк выполнял боевую задачу в составе 101-й истребительной авиационной дивизии ПВО Воронежского района ПВО на самолётах Як-1, Як-7б и Ла-5. 13 апреля 1943 года полк переформирован по штату 015/134, а 27 апреля 1943 года полк
получил 5 истребителей Як-7б. 15 мая сводный 827-й истребительный авиационный полк расформирован.
25 мая 1943 года эскадрилья из состава сводного 827-го иап вернулась к месту базирования полка на аэродром Мичуринск Тамбовской области. 29 июня вместе с дивизией вошел в состав войск вновь образованного Западного фронта ПВО. В апреле 1944 года в связи с реорганизацией войск ПВО страны в составе 36-й истребительной авиационной дивизии ПВО включен в 84-ю дивизию ПВО Северного фронта ПВО (образован 29 марта 1944 года на базе Восточного и Западного фронтов ПВО).

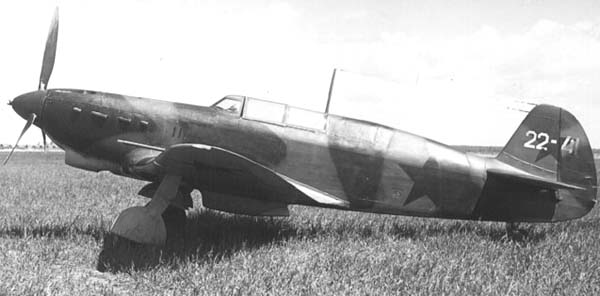
Самолёт Як-7Б стоял на вооружении полка до 1945 года.

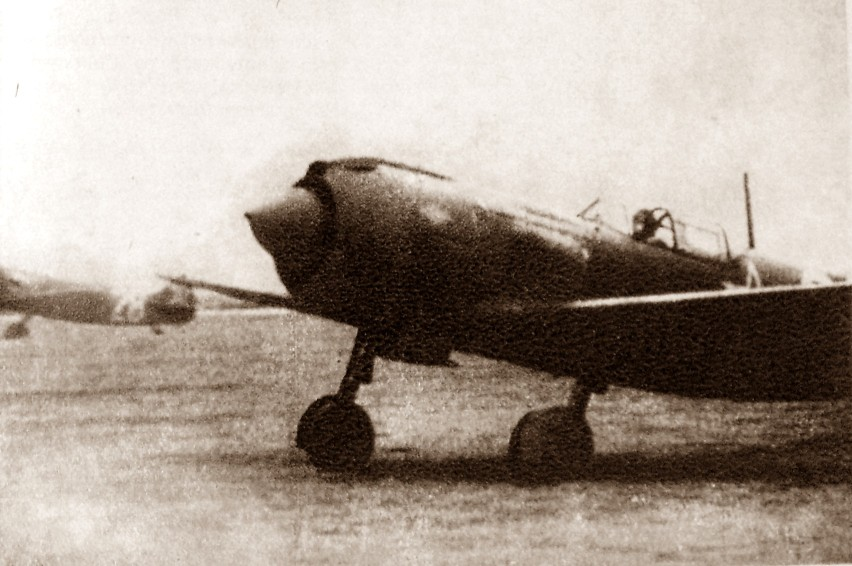
Самолёт Ла-5 полк получил в 1943 году. Этот самолёт стоял на вооружении полка до 1945 года. На фото изображен Ла-5 на аэродроме в Познани (Польша).

В мае 1944 года в составе дивизии из 84-й дивизии ПВО передан в 4-й корпус ПВО Северного фронта ПВО. 28 июля 1944 года полк из 36-й иад ПВО передан в состав 320-й истребительной авиационной дивизии ПВО 84-й дивизии ПВО Северного фронта ПВО. 1 октября из 320-й истребительной авиационной дивизии ПВО возвращен в состав 36-й истребительной авиационной дивизии ПВО 5-го корпуса ПВО Северного фронта ПВО. 24 декабря 1944 года вместе с дивизией включен в состав войск Западного фронта ПВО (2-го формирования) (преобразован из Северного фронта ПВО). В марте 1945 года полк в составе 36-й иад ПВО из 5-го корпуса ПВО передан в 82-ю дивизию ПВО Западного фронта ПВО. День Победы 9 мая 1945 года полк встретил в Польше на аэродроме Модлин.
Всего в составе действующей армии полк находился: с 1 августа 1942 года по 9 мая 1945 года.
Всего за годы войны полком:
- Сбито самолётов противника — 8 (без учёта сводного 827 иап), из них:
  - бомбардировщиков — 5;
  - разведчиков — 3.

Итоги боевой деятельности сводного 827-го истребительного авиационного полка:
- Совершено боевых вылетов — 849
- Проведено воздушных боев — 19
- Сбито самолётов противника — 35
- Свои потери (боевые):
  - летчиков — 3
  - самолётов — 5

## Командир полка
- майор Денисов Леонид Иванович, 10.1943 — 12.1945

## Послевоенная история полка
После войны полк в составе 36-й истребительной авиадивизии ПВО 82-й дивизии ПВО Западного округа ПВО продолжал выполнять задачи ПВО на самолётах Ла-5. Полк базировался на аэродроме Модлин в Польше до июля 1946 года. С 1 февраля полк с дивизией вошли в состав 20-й воздушной истребительной армии ПВО Западного округа ПВО. В связи с Постановлением Совета министров СССР № 976-408сс от 03.05.1946 г. 36-я истребительная авиационная дивизия и 827-й иап к 15 июля 1946 года была расформированы в составе 20-й воздушной истребительной армии ПВО Западного округа ПВО. Личный состав и техника переданы в другие полки дивизии.

## Лётчики-асы полка
| Фамилия, имя отчество        | Награды | Сбито самолётов (+ в группе) | Примечание                                                                                                |
| ---------------------------- | ------- | ---------------------------- | --- |
| Мартынов Николай Афанасьевич |         | 9 + 0                        | Летчик полка: март — май 1943 год. Як-7.                                                                  |
| Пиляев Виктор Михайлович     |         | 6 + 0                        | Лётчик полка: август 1942 — май 1943. Як-7. Погиб 17 декабря 1943 г. Убит при выполнении боевого задания. |
| Становов Виктор Иванович     |         | 5 + 6                        | Лётчик полка: июль 1942 — май 1945 г. Як-1.                                                               |